# Kroke
Kroke (che in Yiddish significa Cracovia) è un trio polacco formatosi nel 1992 a Cracovia composto da tre amici diplomati presso l'Accademia musicale di Cracovia: Tomasz Lato (contrabbasso), Tomasz Kukurba (viola) e Jerzy Bawoł (fisarmonica). Sebbene conosciuti principalmente come gruppo klezmer, Kroke creano e suonano pezzi originali che si rifanno alle musiche klezmer e a quelle sefardite producendo melodie contemporanee con un sapore ebraico.
Il trio ha collaborato con molti artisti, fra i quali il violinista Nigel Kennedy, con il quale è stato registrato l'album East Meets East.  Nel 2003, con l'aggiunta del percussionista Tomasz Grochot, il gruppo divenne un quartetto; da qui il nome dell'album Quartet.
Il loro pezzo "The Secret of the Life Tree" fa parte della colonna sonora del film del 2006 di David Lynch, L'Impero della mente.

## Discografia
- Trio - Klezmer Acoustic Music (Oriente 1996)
- Eden (Oriente 1997)
- Live at The Pit (Oriente 1998)
- Sounds of the Vanishing World (Oriente 1999)
- Ten Pieces to Save the World (Oriente 2003)
- East meets east (EMI 2003)
- Quartet - Live At Home (Oriente 2004)
- Seventh Trip (Oriente 2007)
- Śpiewam życie - I Sing Life, con Edyta Geppert (Oriente 2007)
- Out of Sight (Oriente 2009)
- Feelharmony (EMI 2012)
- Ten (Oriente 2014)
- Cabaret of Death: Music for a Film (Oriente 2015)